# Újtelek (Ausztria)
Újtelek (németül Neustift an der Rosalia) korábban önálló falu, ma Fraknó településrésze Ausztriában Burgenland (magyarul Felsőőrvidék) tartományban a Nagymartoni járásban.

## Fekvése
Nagymartontól 8 km-re délnyugatra Rozália-hegység lábánál fekszik.

## Története
A falut a 16. században alapította Grafaneck Kristóf.  Búcsújárótemploma a Rozália-kápolna 1670-ben épült egy korábbi fakápolna helyén a Rozália-hegység legmagasabb pontján, azon a helyen, ahova a falu lakói a pestisjárvány elől menekültek. 1961-ben restaurálták. A településnek 1910-ben 1073, túlnyomóan német lakosa volt. A trianoni békeszerződésig Sopron vármegye Nagymartoni járásához tartozott.
Újteleket 1971-ben Fraknóhoz csatolták.